# Ancona Basket
L'Ancona Basket è la principale società di pallacanestro femminile di Ancona.
Fondata nel 1975, gioca al PalaRossini e i suoi colori sociali sono il bianco e il rosso.

## Storia

### Ancona Basket
L'Ancona Basket nacque nel 1975, quando le ragazze del Centro Addestramento Basket superarono i limiti di età per la partecipazione ai campionati giovanili. Il primo successo arrivò nel 1979, con la promozione dalla Serie C alla Serie B, seguita a distanza di una stagione da quella in Serie A2. Dopo un ottimo terzo posto, la squadra rinunciò e ripartì dalla Serie B.
Con lo sponsor Sidis, l'Ancona rientrò nel giro di due stagioni in A2 e conquistò per la prima volta la massima serie al termine del campionato 1983-84. La società partecipa per dieci stagioni consecutive all'A1, ottenendo al massimo due quarti posti in stagione regolare e una semifinale dei play-off per lo scudetto.
Nel 1985-86 è sponsorizzata dalla Sidis. Si classifica al secondo posto nella prima fase, al quarto nella Poule promozione e si ferma ai quarti di finale dei play-off scudetto contro lo Spaghetti Express Sesto San Giovanni. Nel 1986-87, la Sidis si classifica sesta, batte Trieste e perde i quarti di finale per lo scudetto contro Cesena.
Nel 1993-94, dopo il nono posto, la squadra rinunciò all'iscrizione e ripartì ancora dalla Serie B. Nei dieci anni successivi, l'Ancona Basket disputa la Serie A2 altre due volte, nel 1995-96 e nel 1998-99. È rientrata nel secondo livello del basket femminile italiano dal 2006-07.

### Basket Girls Ancona
La società Basket Girls Ancona è nata l'11 settembre 2008, con l'obiettivo di unificare il basket femminile giovanile di Ancona e provincia. Pur essendo giovane, la società è radicata in un progetto che ha raggiunto importanti successi. Fin dall'inizio, è stata coinvolta dall'Ancona Basket.
Nel 2009, ha ottenuto un importante traguardo con la partecipazione alle Finali Nazionali Under 15, classificandosi al 9º posto. Nel 2010 ha consolidato la sua leadership regionale, partecipando alle Finali Nazionali Under 17 e Under 15. L'anno 2011 è stato particolarmente eccezionale: ha vinto il campionato di Serie B regionale, restando imbattuta nei playoff, e ha raggiunto i quarti di finale delle Finali Nazionali Under 17, rientrando tra le prime otto squadre d'Italia.
Nel settembre 2011, la società è stata premiata dal Comitato Regionale Marche per il successo nel campionato di Serie B, la partecipazione alle Finali Nazionali Under 17, e per il comportamento esemplare con un Premio Fair Play.

## Cronistoria
| Cronistoria dell'Ancona Basket |
| --- |
| - 1975 · fondazione dell'Ancona Basket. - 1984-1985 · Sidis, 1ª nel Girone A di Serie A1, 3ª nella Poule Finale, quarti di finale play-off. - 1985-1986 · Sidis, 2ª nel Girone A di Serie A1, 4ª nella Poule Finale, quarti di finale play-off. - 1986-1987 · Sidis, 6ª in Serie A1, quarti di finale play-off. Quarti di finale di Coppa Ronchetti. - 1987-1988 · Sidis, 5ª in Serie A1, quarti di finale play-off. Quarti di finale di Coppa Ronchetti. - 1988-1989 · Sidis, 5ª in Serie A1, semifinalista play-off. - 1989-1990 · Sidis, 10ª in Serie A1. - 1990-1991 · Sidis, 10ª in Serie A1. - 1991-1992 · Sidis, 6ª in Serie A1, quarti di finale play-off. - 1992-1993 · Tombolini, 9ª in Serie A1. - 1993-1994 · Tombolini, 10ª in Serie A1, rinuncia all'iscrizione. - 1998-1999 · Blue Box, 11ª nel Girone B di Serie A2, retrocessa in Serie B. - 2006-2007 · Sisa, 5ª nel Girone Sud di Serie A2. - 2007-2008 · 1ª nel Girone Sud di Serie A2, partecipa ai play-off. Finalista della Coppa Italia di Serie A2. - 2008-2009 · Sma, 3ª nel Girone Sud di Serie A2, finalista play-off. - 2009-2010 · Sma, 7ª nel Girone Sud di Serie A2, ottavi di finale dei play-off. - 2010-2011 · 12ª nel Girone Sud di Serie A2, salva ai play-out. - 2011-2012 · Free Woman, 9ª nel Girone Sud di Serie A2. - 2012-2013 · Vesta Free Woman, 6ª nel Girone Sud di Serie A2, quarti di finale play-off. - 2013-2014 · Vesta Droptek, 3ª nella Conference Centro di Serie A2, 8ª in Poule Promozione B, rinuncia all'iscrizione. - 2014-2015 · la società riparte dalla Basket Girls Ancona. 3ª nel Girone C di Serie A3, 3ª nel Girone C di seconda fase, vince i play-off, promossa in Serie A2. - 2015-2016 · 12ª nel Girone B di Serie A2, perde i play-out, retrocessa in Serie B. - 2016-2017 · primo turno play-off nazionali di Serie B. - 2017-2018 · semifinalista play-off nazionali di Serie B. - 2018-2019 · finalista play-off nazionali di Serie B. - 2019-2020 · 1ª nel Girone Est di Serie B Emilia-Romagna. - 2020-2021 · 1ª nel Girone D Marche di Serie B, semifinalista play-off. - 2021-2022 · 1ª nel Girone C Marche di Serie B, vince i play-off, promossa in Serie A2. - 2022-2023 · 10ª nel Girone Sud di Serie A2, salva ai play-out. - 2023-2024 · 12ª nel Girone B di Serie A2, salva ai play-out. - 2024-2025 · in Serie A2. |